# Coralie Colmez
Pour les articles homonymes, voir Colmez.
Coralie Colmez (née en 1988) est une mathématicienne, essayiste et vulgarisatrice scientifique française.

## Biographie
Coralie Colmez est la fille des mathématiciens Pierre Colmez et Leila Schneps. Elle fait ses études secondaires à Paris, puis fréquente le Gonville and Caius College de Cambridge où elle bénéficie d'une bourse Cambridge European Trust. Elle obtient une licence de mathématiques et reçoit le prix Ryan de mathématiques.

## Activités professionnelles
Elle est assistante de recherche au sein du groupe de travail de Carol Vorderman, chargée par le gouvernement britannique d'étudier l'état de l'enseignement des mathématiques dans ce pays, et elle est chargée de la présentation des résultats destinés au Joint Mathematics Council. Elle est ensuite professeure de mathématiques dans une entreprise de tutorat privée, et avec The Access Project, une organisation qui « aide les enfants défavorisés à entrer dans les meilleures universités ». Elle est maintenant codirectrice de unifrog, une organisation qui aide les étudiants à choisir les universités, et les enseignants suivent leurs progrès.

## Publications

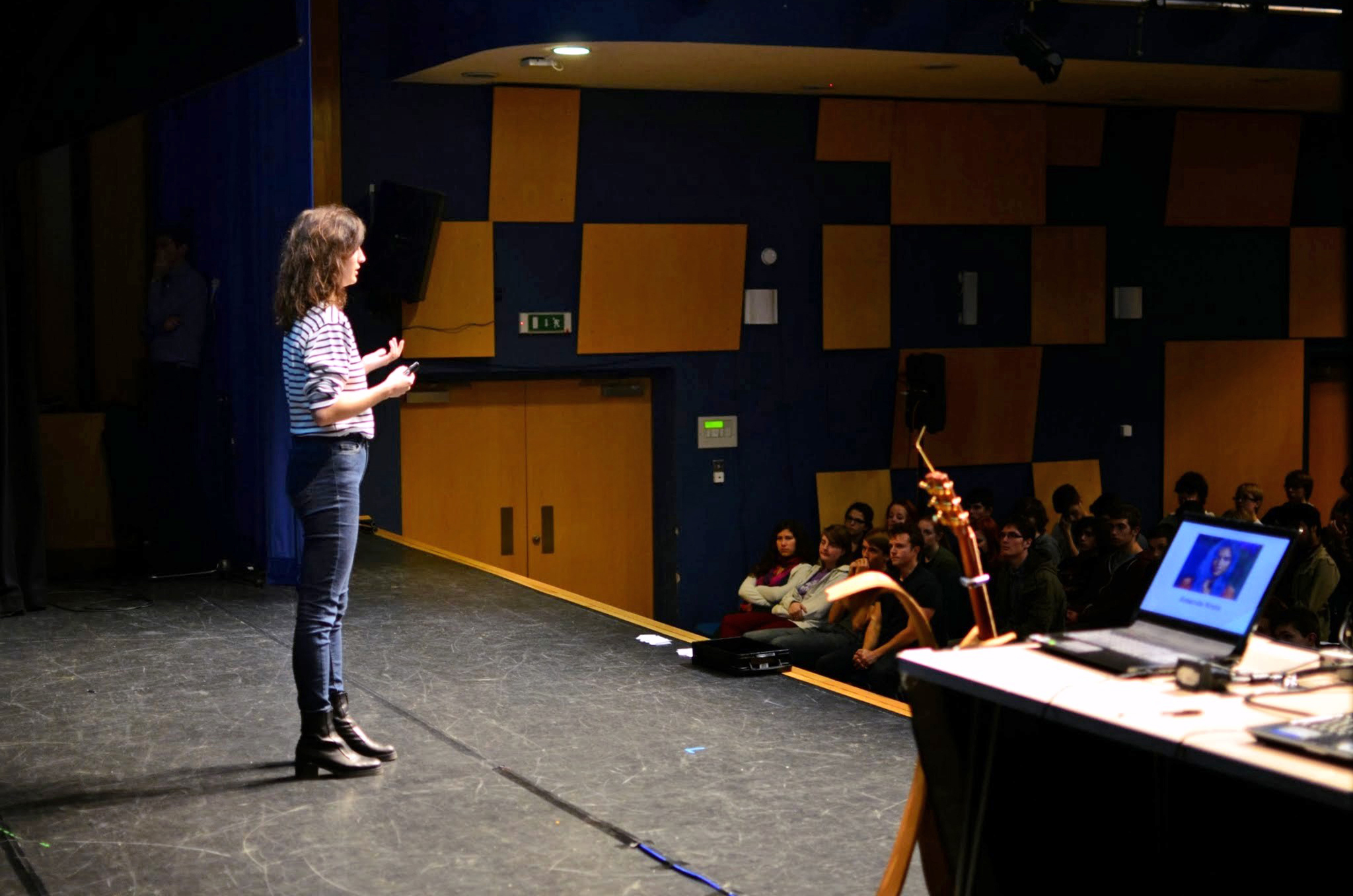
Coralie Colmez s'adressant à des étudiants.

Coralie Colmez a co-écrit avec sa mère, la mathématicienne Leila Schneps, Math on Trial: How Numbers Get Used and Abused in the Courtroom, traduit en français sous le titre Les maths au tribunal : les erreurs de calcul font les erreurs judiciaires. Ce livre, destiné au grand public, utilise dix affaires judiciaires historiques pour montrer comment les mathématiques, en particulier les statistiques, peuvent affecter l'issue d'une procédure pénale, en particulier si elles sont incorrectement appliquées ou interprétées.
Elle est membre du Bayes and the Law International Consortium, qui favorise une meilleure compréhension de l'utilisation des statistiques dans les procédures judiciaires.

## Invitations

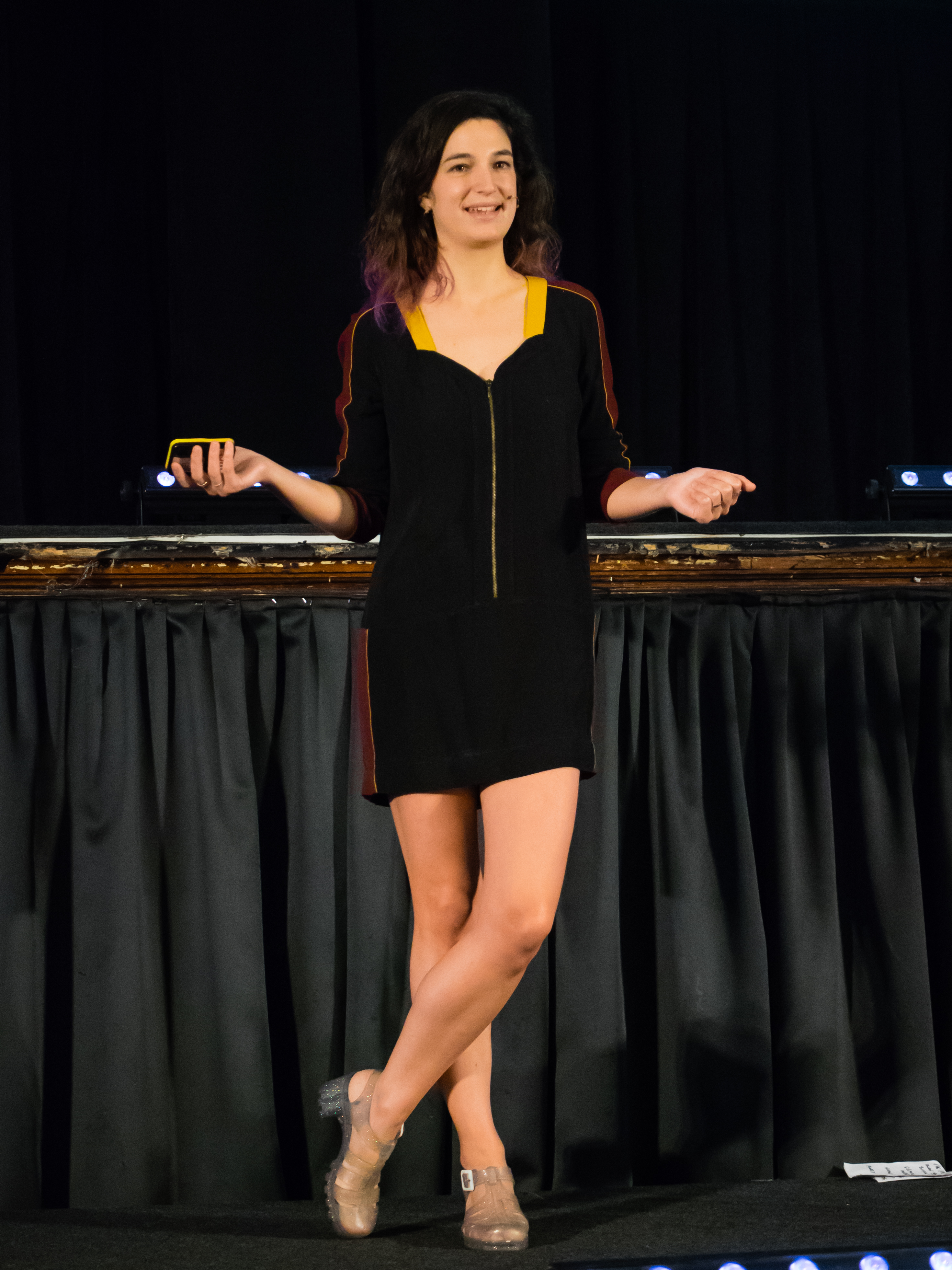
Coralie Colmez s'exprimant lors de la conférence QEDCon en 2014.

Depuis la publication de Math on Trial, Colmez est invitée comme conférencière à des événements de formation scientifique au Royaume-Uni. Elle a présenté à la Conway Hall Ethical Society, au Cambridge Center for Sixth-Form Studies, plusieurs spectacles pour Maths Inspiration, à Cambridge et à la conférence QED 2014. Elle est apparue sur le programme Today de la BBC Radio 4, discutant du sujet de son livre des procès criminels dans lesquels les mathématiques sont utilisées de manière incorrecte ou insuffisante, et sur le podcast de la BBC Radio 4, More or Less, débattant du même sujet en relation avec l'Affaire Amanda Knox.